# Prosper Marilhat

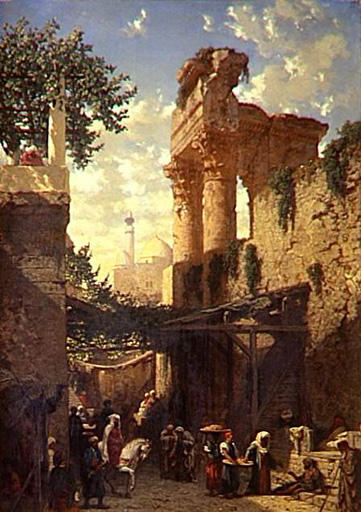
Ulica w Kairze, ok. 1840

Georges-Antoine-Prosper Marilhat (ur. 20 marca 1811 w Vertaizon, zm. 13 września 1847 w Paryżu) – francuski malarz orientalista i przyrodnik.
Początkowo malował pejzaże okolic Vertaizon. W 1829 wyjechał do Paryża, gdzie był uczniem Camille Roqueplana. W latach 1831 – 1833 wziął udział w wyprawie organizowanej przez barona Karla von Hügela na Bliski Wschód. Odwiedził Grecję, Syrię, Liban i Palestynę, przez dwa lata przebywał w Egipcie. Po powrocie do Francji z powodzeniem wystawiał w paryskim Salonie. Oprócz obrazów o tematyce orientalnej, malował również portrety i tworzył akwaforty. Zmarł przedwcześnie w 36. roku życia w przytułku, nieleczona kiła doprowadziła go do choroby psychicznej i śmierci. Pochowany został na Paryżu na Père-Lachaise.

## Wybrane prace
- Caravane au repos, Chantilly, Musée Condé
- L'Orée du bois, Grenoble, Musée de Grenoble
- Paysage après l'orage, Grenoble, Musée de Grenoble
- Prairie, Automne, Chantilly, Musée Condé
- Arabes Syriens en voyage, Chantilly, Musée Condé
- Paysage d'Orient, Lille, Musée des Beaux-Arts
- Paysage du Caire, Lyon, Musée des Beaux-Arts
- Paysage pastoral en Grece, Le Mans, Musée de Tessé
- Ruines de la Mosquee du Khalife Hakem au Caire, Paryż, Luwr
- Souvenir de la campagne de Rosette, Chantilly, Musée Condé
- Une rue au Caire, Chantilly, Musée Condé